# Prima Divisione Piemonte 1942-1943
La Prima Divisione fu il massimo campionato regionale di calcio disputato in Italia nella stagione 1942-1943.
La Prima Divisione fu organizzata e gestita dai Direttori Regionali di Zona.
Per motivi contingenti il D.D.S. non fece disputare le finali per la promozione in Serie C.
Fu il quarto livello della XL edizione del campionato italiano di calcio.
Il campionato giocato nelle regioni Piemonte e Valle d'Aosta fu organizzato e gestito dal Direttorio I Zona (Piemonte).

## Girone A

### Squadre partecipanti
| Squadra                         | Città (provincia)  | Stagione 1941-1942 |
| ------------------------------- | ------------------ | ------------------ |
| A.S. Biellese (B = riserve)     | Biella (VC)        |                    |
| D.A. Brambilla                  | Castel Verres (AO) |                    |
| Rodallo                         | Rodallo (TO)       |                    |
| G.I.L. Chivasso                 | Chivasso (TO)      |                    |
| G.I.L. Vercelli                 | Vercelli           |                    |
| U.S. Pro Vercelli (B = riserve) | Vercelli           |                    |
| U.S. Santhiatesi                | Santhià (VC)       |                    |
| U.S. Veloces Biella             | Biella (VC)        |                    |

### Classifica finale
|  | Pos. | Squadra         | Pt       | G  | V  | N | P | GF | GS | DR  |
|  | ---- | --------------- | -------- | -- | -- | - | - | -- | -- | --- |
|  | 1.   | Veloces Biella  | 21       | 12 | 10 | 1 | 1 | 53 | 6  | +47 |
|  | 2.   | G.I.L. Vercelli | 15       | 12 | 7  | 1 | 4 | 24 | 22 | +2  |
|  | 3.   | Brambilla       | 11       | 12 | 5  | 1 | 6 | 24 | 24 | 0   |
|  | 4.   | Pro Vercelli B  | 10       | 12 | 4  | 2 | 6 | 22 | 19 | +3  |
|  | 5.   | Rodallo         | 10       | 12 | 4  | 2 | 6 | 13 | 29 | -16 |
|  | 6.   | Santhiatesi     | 9        | 12 | 4  | 1 | 7 | 16 | 41 | -25 |
|  | 7.   | G.I.L. Chivasso | 8        | 12 | 3  | 2 | 7 | 18 | 29 | -11 |
|  | --.  | Biellese B      | ritirata |    |    |   |   |    |    |     |

Legenda:
      Ammesso alle finali regionali.
Regolamento:
Due punti a vittoria, uno a pareggio, zero a sconfitta.
Pari merito in caso di pari punti.

## Girone B

### Squadre partecipanti
| Squadra                       | Città (provincia)     | Stagione 1941-1942 |
| ----------------------------- | --------------------- | ------------------ |
| U.S. Ardita                   | Settimo Torinese (TO) |                    |
| G.S.F. Carignano              | Carignano (TO)        |                    |
| A.C. Cuneo (B = riserve)      | Cuneo                 |                    |
| Pinerolo F.C.                 | Pinerolo (TO)         |                    |
| A.C. Saluzzo                  | Saluzzo (CN)          |                    |
| A.C. Savigliano (B = riserve) | Savigliano (CN)       |                    |
| Vigili del Fuoco              | Pinerolo (TO)         |                    |

### Classifica finale
|  | Pos. | Squadra          | Pt       | G  | V | N | P | GF | GS | DR |
|  | ---- | ---------------- | -------- | -- | - | - | - | -- | -- | -- |
|  | 1.   | Cuneo B          | 18       | 10 |   |   |   |    |    |    |
|  | 2.   | Pinerolo         | 13       | 10 |   |   |   |    |    |    |
|  | 3.   | Ardita           | 12       | 10 |   |   |   |    |    |    |
|  | 4.   | Vigili del Fuoco | 10       | 10 |   |   |   |    |    |    |
|  | 5.   | Carignano        | 4        | 10 |   |   |   |    |    |    |
|  | 6.   | Saluzzo          | 1        | 10 |   |   |   |    |    |    |
|  | --.  | Savigliano B     | ritirata |    |   |   |   |    |    |    |

Legenda:
      Ammesso alle finali regionali.
Regolamento:
Due punti a vittoria, uno a pareggio, zero a sconfitta.
Pari merito in caso di pari punti.
Note:
Mancano 2 punti dal computo totale.

## Girone C

### Squadre partecipanti
| Squadra                     | Città (provincia)       | Stagione 1941-1942 |
| --------------------------- | ----------------------- | ------------------ |
| G.I.L. Favria               | Favria (TO)             |                    |
| "Juventus" (B = riserve)    | Torino                  |                    |
| C.V.S. Rivarolo             | Rivarolo Canavese (TO)  |                    |
| G.S. SNIA Viscosa           | Torino-Abbadia di Stura |                    |
| A.S. Vallorco               | Cuorgnè (TO)            |                    |
| Sez. Calcio G.I.L. Volpiano | Volpiano (TO)           |                    |

### Classifica finale
|  | Pos. | Squadra       | Pt | G  | V | N | P | GF | GS | DR |
|  | ---- | ------------- | -- | -- | - | - | - | -- | -- | -- |
|  | 1.   | Juventus B    | 15 | 10 |   |   |   |    |    |    |
|  | 2.   | Volpiano      | 12 | 10 |   |   |   |    |    |    |
|  | 3.   | SNIA Viscosa  | 9  | 10 |   |   |   |    |    |    |
|  | 4.   | Vallorco      | 9  | 10 |   |   |   |    |    |    |
|  | 5.   | G.I.L. Favria | 8  | 10 |   |   |   |    |    |    |
|  | 6.   | Rivarolo      | 6  | 10 |   |   |   |    |    |    |

Legenda:
      Ammesso alle finali regionali.
Regolamento:
Due punti a vittoria, uno a pareggio, zero a sconfitta.
Pari merito in caso di pari punti.
Note:
Manca 1 punto dal computo totale.

## Finali per il titolo regionale
|                | Risultati |                | Luogo e data                  |
| -------------- | --------- | -------------- | ----------------------------- |
| Veloces Biella | 3 - 0     | Juventus B     | Andorno Micca, 06 giugno 1943 |
|                |           |                |                               |
| Juventus B     | 5 - 3     | Veloces Biella | Torino, 13 giugno 1943        |
|                |           |                |                               |

### Spareggio
|                | Risultato |            | Luogo e data            |
| -------------- | --------- | ---------- | ----------------------- |
| Veloces Biella | 2 - 0     | Juventus B | Santhià, 20 giugno 1943 |
|                |           |            |                         |

### Verdetti finali
- Il Cuneo B ha rinunciato alle finali.
- La Veloces Biella è campione regionale piemontese di Prima Divisione 1942-1943
- La Veloces Biella è promosse in Serie C 1945-1946.

### Giornali
- Archivio della Gazzetta dello Sport, stagione 1942-1943, consultabile presso le Biblioteche:
  - Biblioteca Nazionale Braidense di Milano;
  - Biblioteca Nazionale Centrale di Firenze;
  - Biblioteca Nazionale Centrale di Roma;
  - Biblioteca Civica Berio di Genova;
  - e presso Emeroteca del C.O.N.I. di Roma (non è online ma è da consultare in sede).
- Il Biellese, anni 1942-1943 - consultabile online.